# Erythrolamprus maryellenae
Espèce
Synonymes
- Liophis maryellenae Dixon, 1985

Erythrolamprus maryellenae  est une espèce de serpents de la famille des Dipsadidae.

## Répartition
Cette espèce est endémique du Brésil. Elle se rencontre dans les États de Bahia, du Tocantins et de Goiás.

## Description
L'holotype de Erythrolamprus maryellenae, un mâle adulte, mesure 325 mm dont 81 mm pour la queue.

## Étymologie
Cette espèce est nommée en l'honneur de Mary Ellen Dixon, l'épouse de James Ray Dixon.

## Publication originale
- Dixon, 1985 : A new species of the colubrid snake genus Liophis from Brazil. Proceedings of the Biological Society of Washington, vol. 98, no 2, p. 295-302 (texte intégral).